# Niccolò Schomberg
Fra' Niccolò Schomberg, conosciuto anche come Nikolaus von Schönberg, Nikolaus Schoenberg, Niccolò Schumberg o Schomberg, detto anche "il Capuano" o "di la Magna" (Meissen, 11 agosto 1472 – Roma, 7 settembre 1537), è stato un cardinale e arcivescovo cattolico italiano di origine tedesca.

## Biografia
Diventò frate domenicano a San Marco di Firenze nel 1497 sotto la guida di Girolamo Savonarola; diventato procuratore generale dell'ordine, fu nunzio in Spagna e in Ungheria.
La prima iniziativa del papato di Clemente VII, fu quella di rendersi promotore di una pace universale. A tal fine inviò nel giugno 1524 (si ha notizia di una sua visita ai Cavalieri Gerosolimitani stanziati alla Rocca di Viterbo, il giorno 15 dello stesso mese) come ambasciatore alle corti di Spagna, Inghilterra e Francia l'arcivescovo di Capua Nicolò Schonberg, ma questi spingeva il papa ad una posizione imperiale e la missione fallì.
Nominato abate commendatario dell'abbazia di San Donato vi inviò un procuratore che lo rappresentasse a Sesto Calende, iniziò le trattative con l'Ospedale Maggiore di Milano per la cessione dell'abbazia, concluse da un decreto di Paolo III del 13 ottobre 1534 che cedeva i beni della Commenda all'Ospedale Maggiore di Milano. Schomberg riceveva in cambio una pensione di 300 scudi d'oro annui. Già nel 1532 aveva ceduto i beni della commenda dell'abbazia di San Salvatore a Spugna allo Spedale degli Innocenti di Firenze. 
Nominato arcivescovo metropolita di Capua (e perciò detto "il Capuano") nel 1520 da Leone X, fu creato cardinale da Paolo III nel concistoro del 21 maggio 1535. Il suo fu uno dei suoi più fecondi magisteri dei suoi tempi, tanto da godere della stima dei papi del suo tempo. Interessato anche all'astronomia, nel 1536 inviò una lettera a Niccolò Copernico per chiedergli di pubblicare i suoi lavori sull'eliocentrismo e di mandare una copia anche a lui, ovviamente a spese dello stesso Schomberg.
Assegnato alla Basilica Crescentiana di San Sisto presso San Paolo fuori le mura, morì a Roma il 7 settembre 1537 e lì fu sepolto in Santa Maria sopra Minerva.